# Britta Steffen
Britta Steffen, född 16 november 1983 i Schwedt, är en tysk simmare specialiserad på frisim som innehade  världsrekord över 50 frisim på lång bana innan Sarah Sjöström övertog det den 29 juli 2017 med tiden 23.67 .
Steffen deltog vid de Olympiska sommarspelen 2000 i det tyska stafettlaget där hon blev bronsmedaljör på 4 x 200 meter frisim. Steffen simmade inte i finalen men väl i semifinalen. Vid de olympiska sommarspelen 2004 nådde hon inte sina personliga mål och blev helt utan medalj. En rejäl förbättring skedde vid EM 2006 i Budapest, där hon först vann guldmedalj med stafettlaget på 4 x 100 meter frisim på världsrekordtid. Senare vid samma evenemang simmade hon på 53,30 sekunder på 100 meter frisim vilket innebar guldmedalj och nytt världsrekord. Den tredje segern kom med stafettlaget på 4x200 meter frisim bara 24 timmar senare. På tävlingens sista dag vann hon sedan sitt fjärde guld på 50 meter frisim.
Vid olympiska sommarspelen 2008 i Peking tog hun guld på både 50 meter och 100 meter frisim.

## Personliga rekord
- 50 m frisim - 23,73 (tyskt rekord)
- 50 m frisim, kort bana - 24,24 (tyskt rekord)
- 100 m frisim - 52,07 (tyskt rekord)
- 100 m frisim, kort bana - 52,82 (tyskt rekord)
- 200 m frisim - 1.59,05
- 200 m frisim, kort bana - 1.56,59